# Fukuda Tokuyasu

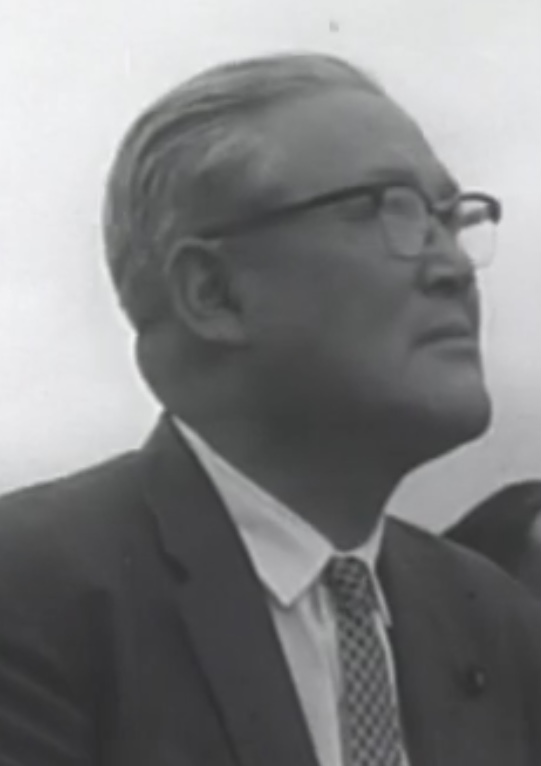
Fukuda Tokuyasu (1963)

Fukuda Tokuyasu (jap. 福田 篤泰; * 13. Oktober 1906 in der Präfektur Tokio; † 7. August 1993 ebenda) war ein japanischer Diplomat und Politiker (LPJ→DLP→LP→LDP, Ōno-Faktion→Murakami-→Mizuta-Faktion→Miki-Faktion).

## Werdegang
Fukuda studierte an der Universität Tokio. Nach Abschluss trat er in den japanischen Auswärtigen Dienst. Während des Massakers von Nanking war er Attaché an der japanischen Botschaft in Nanjing. Nach Ende des Zweiten Weltkriegs wechselte er in die Politik. Er wurde zehn Mal (1949, 1953–1976) für den fünfmandatigen Wahlkreis Tokio 7 in das japanische Abgeordnetenhaus gewählt.
Er war mehrfach Staatsminister: von 1959 bis 1960 als Chef für allgemeine Angelegenheiten im Amt des Premierministers, von 1963 bis 1964 als Leiter der Verteidigungsbehörde, von 1965 bis 1966 als Leiter der Behörde für Verwaltungsaufsicht und der Behörde für die Entwicklung Hokkaidōs und 1976 als Postminister.

## Ehrungen
- 1960: Großes Verdienstkreuz mit Stern und Schulterband der Bundesrepublik Deutschland
- 1977: Orden der Aufgehenden Sonne 1. Klasse

| Personendaten    | Personendaten                      |
| ---------------- | ---------------------------------- |
| NAME             | Fukuda, Tokuyasu                   |
| ALTERNATIVNAMEN  | 福田 篤泰 (japanisch)              |
| KURZBESCHREIBUNG | japanischer Diplomat und Politiker |
| GEBURTSDATUM     | 13. Oktober 1906                   |
| GEBURTSORT       | Präfektur Tokio                    |
| STERBEDATUM      | 7. August 1993                     |
| STERBEORT        | Präfektur Tokio                    |